# Gertrudis Gómez de Avellaneda
Gertrudis Gómez de Avellaneda (Puerto Príncipe, 23 de marzo de 1814-Madrid, 1 de febrero de 1873) fue una novelista, dramaturga y poetisa cubano-española del Romanticismo. Se instaló en la península ibérica a los veintidós años, donde comenzó a publicar bajo el seudónimo de «La Peregrina» y se dio a conocer con la novela Sab, considerada la primera novela antiesclavista.
Es considerada como una de las precursoras de la novela hispanoamericana, junto a Juana Manso, Mercedes Marín, Rosario Orrego, Júlia Lopes de Almeida, Clorinda Matto de Turner, Juana Manuela Gorriti y Mercedes Cabello de Carbonera, entre otras. De formación neoclásica, fue valorada en su época como una de las figuras clave del romanticismo hispanoamericano. El tratamiento que dio a sus personajes femeninos la convirtió en una de las precursoras del feminismo moderno. Entre su vasta obra, destaca su novela histórica Guatimozin, último emperador de Méjico (1846) y sus piezas teatrales Saúl (1849) y Baltasar (1858), considerada esta última como una de las obras maestras del teatro romántico.
Referentes como Margarita Nelken han reseñado sus obras, y entre sus coetáneos contó con la admiración de su amigo Alberto Lista y el político, orador y alcalde de Madrid Fermín Caballero. Tanto Juan Valera como Marcelino Menéndez y Pelayo fueron grandes admiradores de su obra, considerándola como una de las más grandes poetas de lengua castellana y refiriéndose a ella como «la poetisa más grande de los tiempos modernos».

## Biografía
Gertrudis de los Dolores Gómez de Avellaneda y Arteaga nació el 23 de marzo de 1814 en Santa María de Puerto Príncipe, hoy Camagüey, en la entonces provincia española de Cuba. Fue la hija mayor del matrimonio formado por Francisca María del Rosario de Arteaga y Betancourt, una criolla cuyos antepasados provenían del País Vasco y las islas Canarias, y Manuel Gómez de Avellaneda y Gil de Taboada, un oficial naval español de Constantina, provincia de Sevilla. El padre de Gertrudis había llegado a Cuba en 1809 y tenía dos hijos anteriores al matrimonio, y en común tuvieron cinco hijos, pero solo ella y su hermano Manuel sobrevivieron a la infancia. Su padre falleció en 1823, y su madre volvió a casarse diez meses después con el militar español Gaspar Isidoro de Escalada y López de la Peña, de origen gallego, con quien tuvo tres hijos: Felipe, Josefa María de la Luz y Emilio Isidoro. Gómez de Avellaneda, no mantuvo una buena relación con su padrastro, al que consideraba muy estricto. 
Su familia le preparó un matrimonio de conveniencia que ella rechazó en 1830. Gómez de Avellaneda empezó a experimentar un desencanto familiar y social que coincidió con la muerte de su abuelo, su único apoyo al romper su compromiso matrimonial.

### Salida de Cuba
En 1836 su padrastro convence a su mujer de la conveniencia de vender las propiedades en Cuba e instalarse en la Península. La familia zarpó hacia Europa el 9 de abril de 1836, y durante los dos meses de viaje, Gómez de Avellaneda compuso uno de sus más conocidos poemas: el soneto «Al partir», una composición antológica por excelencia, marcada por el desgarramiento existencial, y que posteriormente encabezará su producción en el futuro. Finalmente llegaron a Burdeos, donde pasaron dieciocho días, visitando en las cercanías de la comuna de Martillac el mítico castillo de la Brède y el centro espiritual «La solitude» de la Congregación La Sagrada Familia de Burdeos.

### Estancia en La  Coruña
Finalmente, ya en la Península, se establecieron durante dos años en La Coruña, ciudad donde vivían los familiares de su padrastro, y donde escribió sus primeras seis composiciones, entre ellas «A la poesía», «A las estrellas», «La serenata», «A mi jilguero». En la capital gallega mantuvo una relación amorosa con el hijo del capitán general de Galicia, Mariano Ricafort Palacín y Abarca, pero el noviazgo se rompe porque el joven Ricafort no consideró oportuno que su novia se dedicara a escribir poesías.

### Estancia en Andalucía

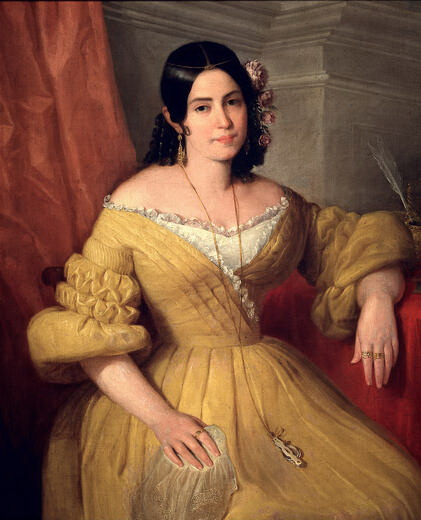
Gertrudis Gómez de Avellaneda y Arteaga

De La Coruña pasó, junto con su hermano Manuel Gómez de Avellaneda, a Andalucía y allí, gracias a la amistad que entabló con Alberto Lista y el joven Manuel Cañete, publicó versos en varios periódicos de Cádiz y Sevilla (La Aureola de Cádiz y El Cisne de Sevilla) bajo el seudónimo de La Peregrina, que le granjearon una gran reputación. Instalada definitivamente en Sevilla, es donde en 1839 conoce al que será el primer gran amor de su vida, Ignacio de Cepeda y Alcalde, joven estudiante de Leyes con el que vive una tormentosa relación amorosa, nunca correspondida de la manera apasionada que ella anhelaba, pero que le dejará una imborrable huella. Para él escribió una autobiografía y gran cantidad de cartas, que publicadas a la muerte de su destinatario, muestran los sentimientos más íntimos de la escritora. Los originales de las mencionadas cartas, así como la autobiografía y otros documentos de suma importancia para el estudio de la autora, se encontraron en la Real Academia Sevillana de Buenas Letras. En el verano de 1840, estrenó en Sevilla su primer drama titulado Leoncia.

### Instalación en Madrid
En otoño de ese mismo año se marchó a Madrid, donde se instaló e hizo amistad con literatos y escritores de la época. Al año siguiente publicó con gran éxito en Madrid su primera colección de versos titulada Poesías, que contenía el soneto «Al partir» y un poema en versos de arte menor dedicado, como indica su título, «A la poesía». En 1841 publicó su novela Sab. En 1842 publicó Dos mujeres, novela en la que apoya el divorcio como la solución a una unión no deseada, cosechando sus primeros detractores por el abierto feminismo que ya destaca en su obra. Su tercera novela será Espatolino, obra de corte social, en la que denuncia la terrible situación en que se encuentra el sistema penitenciario de entonces. En 1844 estrena Alfonso Munio su segunda obra de teatro. El triunfo fue apoteósico y la fama de la escritora sube a niveles insospechados. 
Por aquellos años ha conocido, entre otros, al poeta Gabriel García Tassara. Entre ellos nace una relación que se basa en el amor, los celos, el orgullo y el temor. Tassara desea conquistarla para ser más que toda la corte de hombres que la asedian, pero tampoco quiere casarse con ella. Está enfadado por la supuesta arrogancia y coquetería de Tula, escribe versos que nos hacen ver que le reprocha su egolatría, ligereza y frivolidad. Pero Gómez de Avellaneda se rinde a ese hombre y poco después casi la destroza. En 1847, se encuentra embarazada y soltera en el Madrid de mediados del siglo XIX. En su amarga soledad y pesimismo, viendo lo que se le viene encima, escribe «Adiós a la lira», que es una despedida de la poesía. Piensa que es su final como escritora. Pero no será así. En 1845 obtuvo los dos primeros premios de un certamen poético organizado por el Liceo Artístico y Literario de Madrid, momento a partir del cual Gómez de Avellaneda figuró entre los escritores de mayor renombre de su época, convirtiéndose en la mujer más importante de todo Madrid, después de Isabel II.
En abril de ese año tiene a su hija María, o Brenhilde, como ella prefiere llamarle. Pero la niña nace muy enferma y no le dan esperanzas de que vaya a sobreponerse. Durante ese tiempo de desesperanza escribe de nuevo a Cepeda:

Envejecida a los treinta años, siento que me cabrá la suerte de sobrevivirme a mí propia, si en un momento de absoluto fastidio no salgo de súbito de este mundo tan pequeño, tan insignificante para dar felicidad, y tan grande y tan fecundo para llenarse y verter amarguras.
Gertrudis Gómez de Avellaneda

Son escalofriantes las cartas escritas por Gertrudis a Tassara para pedirle que vea a su hija antes de que muera, para que la niña pueda sentir el calor de su padre antes de cerrar los ojos para siempre. Brenhilde muere a los siete meses sin que su padre la conozca.
El 10 de mayo de 1846 se casó con Pedro Sabater, gobernador civil de Madrid, que se convierte en su primer esposo. Era un hombre con aficiones literarias, adinerado y algo más joven que ella. Sin embargo, este padece una grave enfermedad, y los recién casados viajan a París en el intento de buscar una cura a la dolencia del enfermo, pero el 1 de agosto, durante el regreso, Pedro Sabater muere en Burdeos en brazos de su esposa. Gómez de Avellaneda, totalmente desesperada se recluyó en un centro espiritual perteneciente a la Congregación La Sagrada Familia de Burdeos, lugar donde escribió Manual del cristiano.Tras morir su primer esposo compuso dos elegías que se cuentan entre lo más destacado de su obra poética. Estos, y los dos poemas titulados A él dan cuenta de sus experiencias personales, aunque habitualmente ella no utilizaba como materia directa de su producción lírica. Más tarde apareció una segunda edición aumentada de sus Poesías (Madrid, 1850).

#### Primera mujer candidata a la RAE
Movida por el éxito de sus producciones y acogida tanto por la crítica literaria como por el público, en 1853, a raíz de la muerte de Juan Nicasio Gallego, su gran amigo y mentor, presentó su candidatura a la Real Academia Española.
Aunque fue admitida en el Ateneo de Madrid y en el Liceo Artístico y Literario, sus aspiraciones a Académica de la lengua se vieron frustradas; sobre ello escribiría años más tarde Emilia Pardo Bazán unas cartas publicadas en La España Moderna.
La Avellaneda fue la primera mujer candidata para la RAE, rechazada con el argumento de que el reglamento de la institución no contemplaba la entrada de mujeres. Más de un siglo después, en 1978, Carmen Conde fue la primera mujer en la Academia.

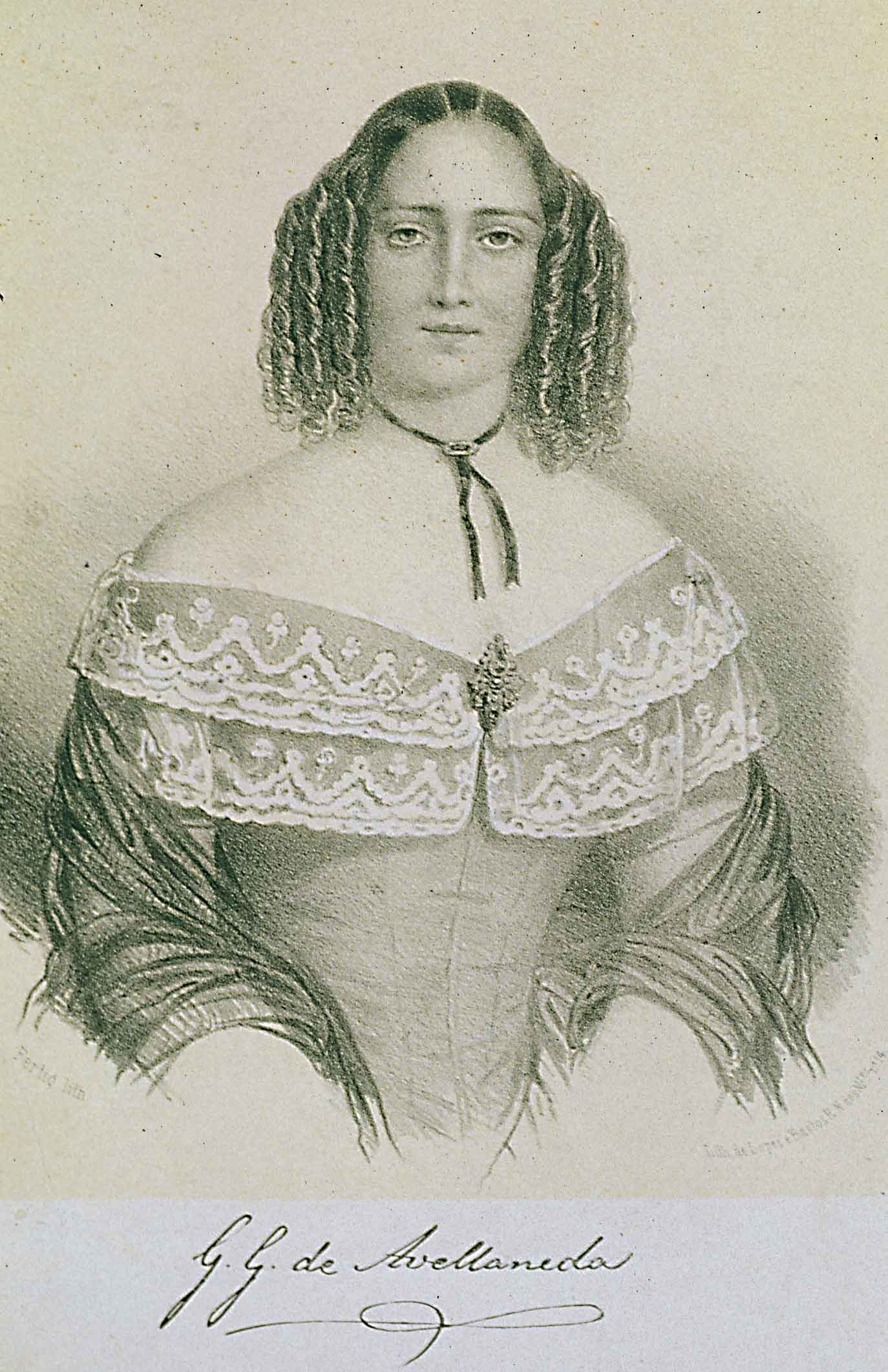
Estampa de Gertrudis Gómez de Avellaneda

### Regreso a Cuba
Se casó nuevamente el 26 de abril de 1856 con un político influyente, el coronel Domingo Verdugo y Massieu. El matrimonio viajó a Cuba en 1859. En Cuba desarrolló su faceta periodística como fundadora, directora y redactora principal de Álbum cubano de lo Bueno y lo Bello y allí volvió en 1859 para ser homenajeada. En una fiesta en el Liceo de La Habana fue proclamada poetisa nacional. Durante seis meses dirigió una revista en la capital de la isla, titulada Álbum cubano de lo bueno y lo bello (1860). A finales de 1863 moría su esposo, lo que acentuó su espiritualidad y entrega mística a una severa y espartana devoción religiosa.

### Regreso a Madrid
En 1864 regresó a la Península, tras pasar por Nueva York, Londres, París y Sevilla. Se reinstaló en Madrid, muriendo a los cincuenta y ocho años de edad el 1 de febrero de 1873. Sus restos reposan en el cementerio de San Fernando de Sevilla junto a los de su esposo y su hermano Manuel.

## Obras

### Novelas
- Sab, Imprenta de la Calle Barco No. 26, Madrid, 1841.[24]
- Dos mujeres, Gabinete literario, Madrid, 1842-43.[25]
- Espatolino, La Prensa, La Habana, 1844.[26]
- Egilona, Imp. de José Repullés, Madrid, 1845.
- Guatimozín, último emperador de México, Imp. de A. Espinosa, Madrid, 1846.[27]
- Dolores, Imp. de V.G. Torres, Madrid, 1851.[28]
- La mano de Dios, Imp. del Gobierno por S.M., Matanzas, 1853.
- La flor del ángel (tradición vascongada), A.M. Dávila, La Habana, 1857.[29]
- El artista barquero, ó Los cuatro cinco de junio, El Iris, L Habana, 1861.[30]
- Una anécdota de la vida de Cortés, Madrid, [s.n.], 1871 (Imprenta y Estereotipia de M. Rivadeneyra).[31]
- La ondina del lago azul, Madrid, [s.n.], 1871 (Imprenta y Estereotipia de M. Rivadeneyra).[32]

### Poesía
- A él (No existe lazo ya; todo está roto).
- A él (En la aurora lisonjera)
- A Francia (Bástete ¡oh Francia! la a tronante gloria)
- A la luna (Tú, que rigiendo de la noche el carro,)
- A la luna (¡Sol del que triste vela!)
- A un cocuyo ( Dime, luz misteriosa,)
- A una joven madre en la pérdida de su hijo (1868, publicado en la Revista de España)
- Al árbol de Guernica (Tus cuerdas de oro en vibración sonora)
- Al destino (Escrito estaba, sí: se rompe en vano)
- Al Excmo. Sr. Don Pedro Sabater (La pintura que hacéis prueba evidente)
- Al pendón castellano (¡Salve, oh pendón ilustre de Castilla,)
- El canto de Altabiscar (Súbito se alza un grito en las montañas)
- El pescador (1868, publicado en la Revista de España)
- El porqué de la inconstancia (Contra mi sexo te ensañas)
- En la muerte del laureado poeta señor don Manuel José Quintana (Cantos de regocijo y de victoria)
- La clemencia (Iba tendiendo su luctuoso manto)
- La pesca en el mar (¡Mirad! ya la tarde fenece...)
- La vuelta a la patria (¡Perla del mar! ¡Cuba hermosa! )
- Las siete palabras (Y María al pie de la cruz)
- Los duendes (Palacios y chozas,)
- Significado de la palabra yo amé (Con yo amé dice cualquiera)

### Teatro

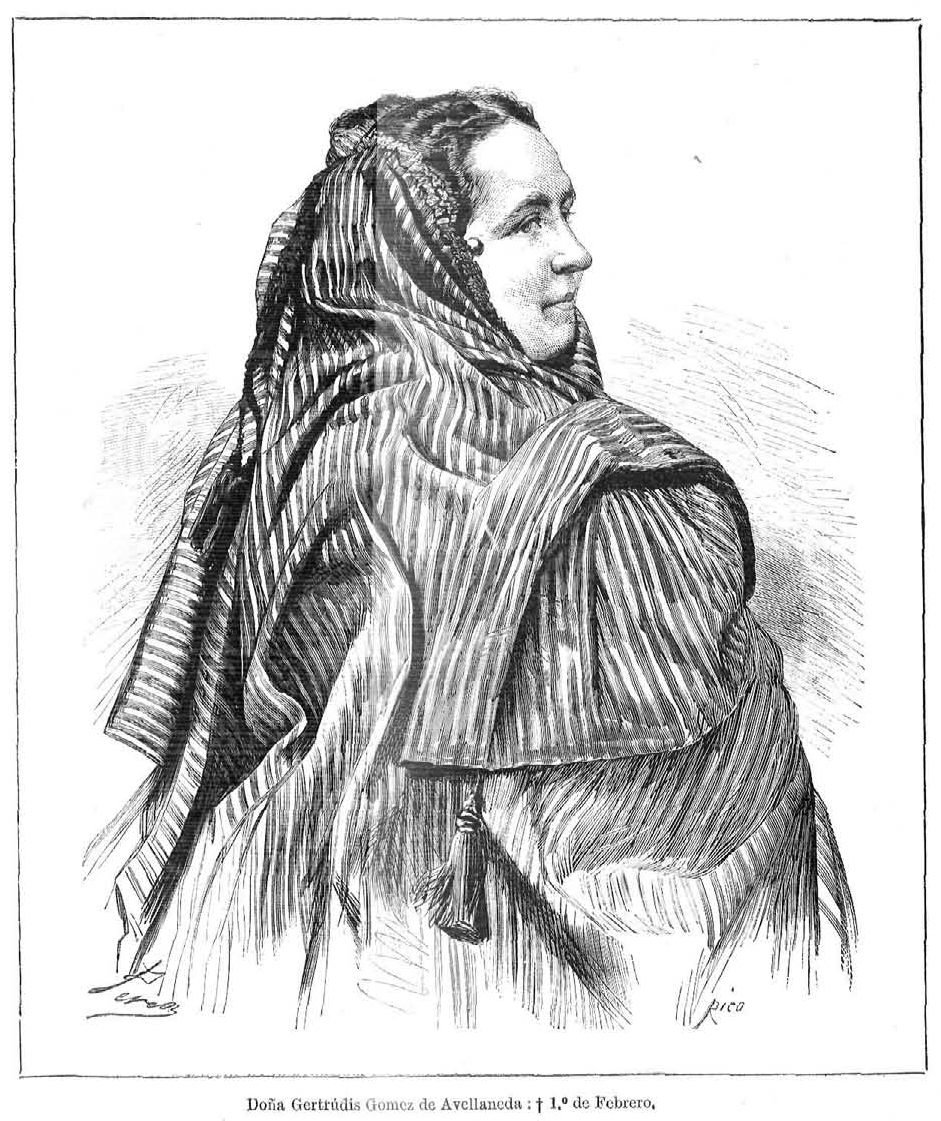
Grabado de Gertrudis Gómez de Avellaneda publicado en la revista La Ilustración Española y Americana el 24 de febrero de 1873

- El príncipe de Viana, Imp. de José Repullés, Madrid, 1844.[33]
- Saúl, Imp. de José Repullés, Madrid, 1849.[34]
- Flavio Recaredo, Imp. de José Repullés, Madrid, 1851.[35]
- Errores del corazón, Imp. de José Repullés, Madrid, 1852.
- La verdad vence apariencias, Imp. de José Repullés, Madrid, 1852.[36]
- La hija de las flores; o, Todos están locos, Imp. a cargo de C. González, Madrid, 1852.[37]
- La Aventurera; Imp. a cargo de C. González, Madrid, 1853.[38]
- Oráculos de Talía, ó los Duendes en palacio, Imp. de José Rodríguez, Madrid, 1855.
- Simpatía y antipatía, Imp. de José Rodríguez, Madrid, 1855.
- La hija del rey René, Imp. de José Rodríguez, Madrid, 1855.
- Baltasar, Imp. de José Rodríguez, Madrid, 1858.
- Catilina, Imprenta y Librería de Antonio Izquierdo, Sevilla, 1867.
- Munio Alfonso, Madrid, Imprenta y Estereotipia de M. Rivadeneyra, 1869.
- Recaredo, Madrid, Imprenta y Estereotipia de M. Rivadeneyra, 1869.
- El millonario y la maleta,  Madrid, Imprenta y Estereotipia de M. Rivadeneyra, 1870.
- Los tres amores, Imp. de José Rodríguez, Madrid, 1858.
- Leoncia, Tipografía de la Revista de Archivos, Biblioteca y Museos, Madrid, 1917.

### Leyenda
- La Baronesa de Joux, La Prensa, La Habana, 1844.
- El donativo del Diablo o La velada del Helecho, Imp. a cargo de C. González, Madrid, 1852.
- La velada del helecho ó El donativo del diablo, Madrid, Imprenta de las Novedades, 1857.
- El Cacique de Turmequé, Madrid, [s.n.], 1871 (Imprenta y Estereotipia de M. Rivadeneyra)
- La dama de Amboto, Madrid, [s.n.], 1871 (Imprenta y Estereotipia de M. Rivadeneyra)
- La bella toda y Los doce jabalíes, Madrid, [s.n.], 1871 (Imprenta y Estereotipia de M. Rivadeneyra)
- La montaña maldita, Madrid, [s.n.], 1871 (Imprenta y Estereotipia de M. Rivadeneyra)
- El aura blanca, Oficina del historiador de la Ciudad, Matanzas, 1959.

### Diarios y memorias
- Diario de amor, Madrid, M. Aguilar, [1901].[39]

## Recepción crítica

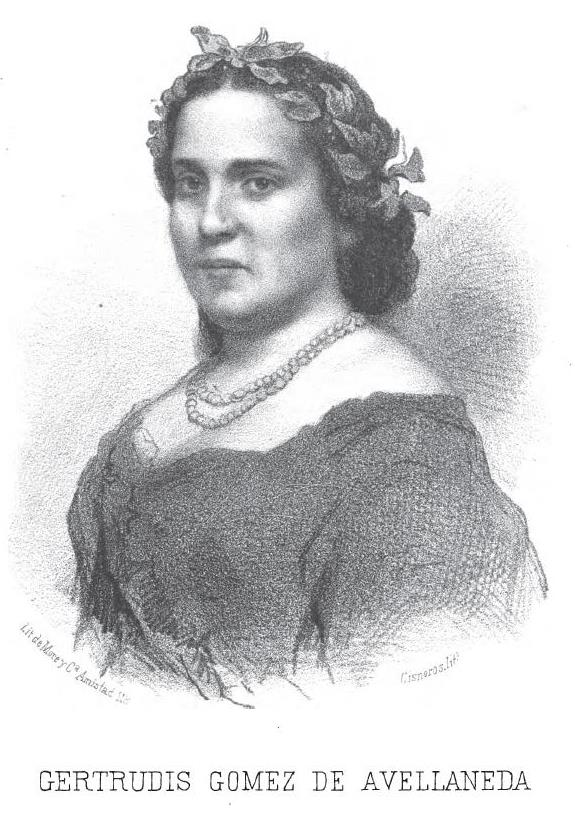
Gertrudis Gómez de Avellaneda. Frase célebre: "Es la hora melancólica, indecisa, en que pueblan los sueños, los espacios, y en los aires -con soplos de la brisa- levantan sus fantásticos palacios"

Su poesía se ha comparado con la de Louise-Victorine Ackermann o la de Elizabeth Barrett Browning por su análisis de los estados emocionales derivados de la experiencia amorosa. Como se dijo, su poesía fue tratando cada vez más asuntos religiosos, especialmente a raíz de la muerte de Pedro Sabater y su enclaustramiento en La solitude de Martillac. Esta temática procuraba dar respuesta a uno de los temas constantes de su trayectoria literaria: el vacío espiritual, y el anhelo insatisfecho, ya expresado en un poema anterior a su boda con Pedro Sabater:

Yo como vos para admirar nacida, / yo como vos para el amor creada, / por admirar y amar diera mi vida, / para admirar y amar no encuentro nada.

En este sentido destacan los poemas «Dedicación de la lira de Dios», «Soledad del alma» o «La cruz», cuya métrica incluye un acertado cambio del endecasílabo al eneasílabo. En poemas como «La noche de insomnio y el alba» y «Soledad del alma» introdujo también innovaciones en el metro que anuncian la experimentación en esta faceta que llevó a cabo el modernismo. Así, en la obra de Gómez de Avellaneda se encuentran versos de trece sílabas con cesura tras la cuarta; de quince y de dieciséis sílabas, poco frecuentes en la poesía en español. También utilizó un verso alejandrino (de catorce sílabas) cuyo primer hemistiquio es octosílabo y el segundo hexasílabo, o donde el primero es pentasílabo y el segundo eneasílabo.
También cultivó los géneros narrativo y especialmente el dramático. En España escribió una serie de novelas, la más famosa, Sab (1841) un folletín que trata la temática antiesclavista y de amores no correspondidos. Dos mujeres supone una invectiva contra el matrimonio. Su cuarta novela, Guatimozín, reúne una gran cantidad de erudición histórica y se sitúa en el México de la etapa de la conquista. En sus restantes obras narrativas, si bien carecen del vigor de las tres primeras, sigue presente la decidida crítica a la sociedad convencional.
En cuanto al teatro, su obra ocupa un lugar importante en la escena española del periodo 1845-1855, cuando el drama romántico había decaído y aún no había surgido la alta comedia. Leoncia fue estrenada en Sevilla en 1840, tuvo una buena acogida y poseía cierta originalidad. Su primera obra estrenada en Madrid, en 1844, fue Munio Alfonso, ambientada en la corte de Alfonso VII de León y Berenguela de Barcelona, con una producción de dramas históricos que seguían la estela de Manuel José Quintana, y del que son muestras representativas El príncipe de Viana (1844) y Egilona (1846).
Pero sus mayores éxitos en el teatro los obtuvo con dos dramas bíblicos: Saúl (1849) y, sobre todo, Baltasar (1858), considerada su obra cumbre en el ámbito dramático. Los dos muestran aspectos distintos del Romanticismo. Saúl representa la rebeldía, mientras que Baltasar escenifica el hastío vital, la melancolía del «mal del siglo» que será sentida en la segunda mitad del siglo por los poetas simbolistas franceses y en el modernismo hispánico.
Entre sus comedias, cabe destacar La hija de las flores (1852). En 1860 escribe La mujer, una serie de artículos en los que plantea la igualdad intelectual entre mujeres y hombres, e incluso la superioridad intelectual de las mujeres: "No ya la igualdad de los sexos, sino la superioridad del nuestro".

## Legado
Mucho se ha discutido sobre la nacionalidad de esta escritora. Tanto Cuba como España la reclaman como suya. Se incluye a la poeta en antologías y estudios dedicados a poetas de ambos países. En aquella época, Cuba era una provincia española.
Se la ha considerado la poeta romántica por excelencia; la heroína trágica que, siendo aclamada en público, fue terriblemente infeliz en su vida privada. Independientemente de que esa imagen esté basada en hechos reales, es evidente que ella la promovió en vida, y que muchos de sus admiradores y críticos posteriores contribuyeron a mantenerla después de su muerte.
En la correspondencia que mantuvo con el sevillano Ignacio de Cepeda, pueden rastrearse los primeros 25 años de la autora, sus vivencias en Cuba, país que da un trasfondo de luz, exuberancia y sensualidad a su obra.Gran parte de su obra es leída y analizada siempre desde una perspectiva biográfica, por lo que su biografía ha eclipsado en gran medida la importancia de su legado literario.
Lucía Guerra (1985), profesora de la Universidad de California, es una de las muchísimas escritoras que se tomaron la tarea de realizar un análisis e investigación de la novela, de su autora y de los acontecimientos que llevaron a Gertrudis Gómez de Avellaneda al estrellato.

La crítica feminista de esta última década ha puesto en evidencia las características sui generis de la producción literaria femenina, cuya dinámica sólo ahora comienza a comprenderse en términos de los valores hegemónicos de una cultura falocéntrica, ya que en el plano histórico y social, la mujer siempre poseyó un rol secundario.
Lucía Guerra

Avellaneda traspasó para siempre las fronteras que confinaban la mujer a una escritura exclusivamente privada y familia y transgredió los límites impuestos por la cultura oficial patriarcal a la actividad de la mujer, también en calidad de literata.

En su testamento de 1864 estableció:
Dono la propiedad de todas mis obras literarias que me pertenezcan, a la Real Academia Española de la Lengua, en  testimonio de aprecio, y rogando a mis albaceas que, al poner en conocimiento de la ilustre Corporación esta donación mía,  la expresen mi sincero deseo de que me perdonen sus dignos miembros las ligerezas e injusticias en que pude incurrir,  resentida, cuando acordó la Academia, hace algunos años, no admitir en su seno a ningún individuo de mi sexo.

## Reconocimientos
- 1845 Obtuvo los dos primeros premios de un certamen poético organizado por el Liceo Artístico y Literario de Madrid,[12]
- 1860 Coronación en La Habana el 27 de enero como poetisa nacional.[51]
- 2010 La Asociación Cultural y Literaria “La Avellaneda” instauró el Premio de Poesía Gertrudis Gómez de Avellaneda.[52]
- 2014 Homenaje en el bicentenario de su nacimiento de la Academia Cubana de la Lengua.[53]
- 2014 Representantes de instituciones camagüeyanas acordaron solicitar que fuera admitida, post mórtem, como miembro de honor de la Academia Cubana de la Lengua.[54]
- 2014 Campaña de recogida de firmas dirigida a la Real Academia Española para que se le nombre Académica a título Póstumo o al menos Académica Honorífica.[55]
- 2014 Monográfico Entre Cuba y España: Gertrudis Gómez de Avellaneda en su bicentenario (1814-2014).[56]
- 2016 Escultura monumentaria a Gertrudis Gómez de Avellaneda en el centro histórico de Camagüey.[57]